# Homem-sanduíche

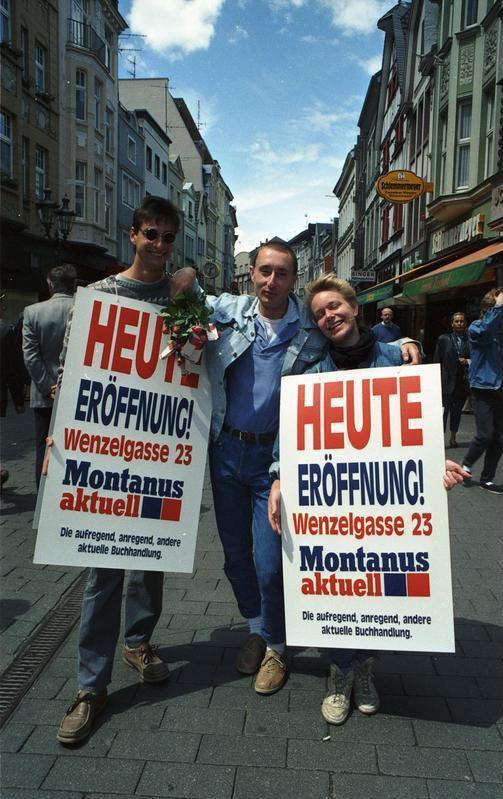
Homem-placa na cidade de Bonn, Alemanha.

Homem-sanduíche (também chamado de homem-placa ou plaqueiro) é o trabalhador que veste uma espécie de colete no qual são são colocados anúncios.
Sendo uma atividade de baixa remuneração, em geral é praticada por aposentados em busca de uma complementação da sua renda ou por pessoas que estão desempregadas, procurando outra ocupação. A atividade, assim, é comum em períodos de crise econômica e desemprego, como aconteceu na década de 1930. Walter Benjamin considera, na sua análise de Berlin Alexanderplatz, que o homem-sanduíche é uma espécie de degradação do flâneur baudelairiano. da mesma forma, João do Rio já observara, em suas crônicas, que o homem-sanduíche é um símbolo da paisagem urbana moderna.

## História
Cartazes humanos têm sido usados há séculos. No século XIX em Londres, a prática começou quando os cartazes publicitários ficaram sujeitos a impostos e a competição pelo espaço nas paredes se tornou acirrada. O Príncipe Hermann von Pückler-Muskau descreveu a atividade na Londres dos anos 1820:
| “                                     | Anteriormente, as pessoas se contentavam em colar anúncios; agora elas são ambulantes. Um homem tinha um chapéu de papelão, três vezes mais alto que outros chapéus, no qual estava escrito em grandes letras: "Botas a doze xelins o par - garantido". | ” |
| — Príncipe Hermann von Pückler-Muskau | |   |

Com o passar do tempo, além de segurar cartazes e sinais, alguns cartazes humanos passaram a usar cartazes-sanduíche. Charles Dickens descreveu esses anunciantes como "um pedaço de carne humana entre duas fatias de papelão". Afirmou-se no The Times em meados de 1823 que tais cartazes-humanos eram uma invenção de Londres - enquanto uma visão familiar em Londres, os "anúncios bípedes" eram novos em Paris naquela época.
| “ | Um homem caminha pelo Palais Royal e pelas ruas mais freqüentadas do bairro, com um grande cartaz cobrindo a totalidade de suas costas e outro se estendendo ao longo da parte frontal de seu corpo até os joelhos. Contém o anúncio de um novo treinador entre Londres e Paris. Nas costas, ele carrega os franceses e, no peito, os ingleses. Os franceses deram a esse animal não descritivo - esse cartaz ambulante - o título de " Homme-affiche" , ou propaganda "bípede". | ” |

A proibição de cartazes da propriedade privada em Londres em 1839 aumentou muito o uso de homens-sanduíche. À medida que a novidade de ver pessoas carregando cartazes ia se desgastando, os anunciantes passaram a criar variações dos cartazes para chamar a atenção, como ter um "desfile" de homens-sanduíche idênticos, ou fazer com que os homens-sanduíche vestissem roupas extravagantes, por exemplo.